# Багрянская, Елена Григорьевна
Елена Григорьевна Багрянская (род. 7 ноября 1958, Пржевальск) — советский и российский учёный-физик, директор НИОХ СО РАН (с 2015, в 2012-2015 исполняющий обязанности). доктор физико-математических наук (1998), профессор (2002). Специалист в области физической химии, разработки и применения новых методов магнитного резонанса для изучения механизмов химических реакций, том числе радикальной полимеризации, структуры и функций биополимеров, исследования свойств молекулярных магнетиков.

## Биография
Родилась 7 ноября 1958 года в городе Пржевальск, Киргизская ССР
Окончила Новосибирский государственный университет с отличием в 1981 г. по специальности «физик» (специализация «химическая физика»).
В 1985 году защитила кандидатскую диссертацию, в 1997 году — докторскую.
Научная деятельность Е. Г. Багрянской связана с институтами СО РАН: с 1981 по 1985 г. она — аспирант НГУ, затем младший научный сотрудник (1985-1990), научный (1990-1993) и старший научный сотрудник Института химической кинетики и горения СО РАН.
С 1993 по 2012 г. — зав. группы и затем заведующая лабораторией Международного Томографического центра СО РАН.
В 1985 г. защитила кандидатскую диссертацию, в 1998 г. докторскую диссертацию по теме «Развитие и применение новых методов спиновой поляризации для изучения фотохимических радикальных реакций».
Утверждена в звании профессора в 2002 г.
С 2012 по 2015 г. была назначена исполняющий обязанности директора Новосибирского института органической химии имени Н. Н. Ворожцова СО РАН, а в 2015 году была избрана на должность директора НИОХ СО РАН и утверждена ФАНО.
С 2012 года является заведующей лабораторией физических методов исследования, с 2016 года по настоящее время заведует лабораторией магнитной радиоспектроскопии, и руководит отделом физической органической химии НИОХ СО РАН.

## Научная деятельность
Основные области научных интересов — разработка новых высокочувствительных время-разрешенных магнитно-резонансных методов регистрации короткоживущих радикальных частиц и их применение для исследования механизмов радикальных реакций, электронно-ядерная спиновая поляризация и электронная релаксация в очень слабых магнитных полях; полимеризация, контролируемая нитроксильными радикалами; исследование и применение функциональных свойств спиновых зондов и спиновых меток на основе нитроксильных и тритильных радикалов и их супрамолекулярных комплексов; применение методов магнитного резонанса для исследования структуры и функций биополимеров и новых магнитных материалов.
Является членом редколлегии журнала «Applied Magnetic Resonance», членом комитета ISMAR (Международного общества магнитного резонанса), вице-президентом Международного общества ЭПР (IES), президентом Тихоокеанского общества ЭПР (APES), президентом Российского общества ЭПР, экспертом РНФ и РФФИ, профессором Японского общества содействия науки (JSPS).
Работала в качестве профессора в Оксфордском университете, в японском университете Тохоку, в Прованском университете, Цюрихском университете и Университете Северной Каролины.
Под руководством Е. Г. Багрянской успешно защищено 16 кандидатских диссертаций, она являлась научным консультантом двух докторской диссертации. Багрянская Е. Г. — член Ученого совета и докторского диссертационного совета при НИОХ СО РАН. В течение более 10 лет была членом диссертационных советов в ИНХ СО РАН и ИХКиГ СО РАН.
Багрянской Е. Г. представлено более 200 устных, приглашенных и пленарных лекций на международных конференциях, она является организатором нескольких международных конференций.

## Общественная деятельность
- Член Сибирского территориального совета директоров организаций, подведомственных ФАНО (СТСД).
- Руководитель рабочей группы СТСД «Инфраструктура и среда».
- Председатель новосибирского регионального отделения Федерации женщин с университетским образованием.

## Награды
- Лауреат гранта Президента для молодых докторов наук (1996-1998).
- Лауреат премии молодых докторов Фонда Содействия Отечественной науки 2001-2002.
- Была и является руководителем целого ряда грантов РНФ, РФФИ, ФЦП, CRDF, INTAS и др.
- Имеет грамоту от СО РАН, и Новосибирской области.
- Лауреат премии фестиваля Новосибирск: женщины в науке и образовании «Академина 2016» в номинации «Директор научного исследовательского института 2016 года».
- Серебряная медаль IES по химии за 2021 год